# Bathymicrops
Bathymicrops – rodzaj ryb skrzelokształtnych z rodziny Ipnopidae.

## Klasyfikacja
Gatunki zaliczane do tego rodzaju:
- Bathymicrops belyaninae
- Bathymicrops brevianalis
- Bathymicrops multispinis
- Bathymicrops regis